# Lanice
Lanice is een geslacht van borstelwormen uit de familie van de Terebellidae.

## Soorten
- Lanice arakani (Hissmann, 2000)
- Lanice auricula (Hutchings, 1990)
- Lanice bidewa (Hutchings & Glasby, 1988)
- Lanice caulleryi (Holthe, 1986)
- Lanice conchilega (Pallas, 1766) (Schelpkokerworm)
- Lanice expansa (Treadwell, 1906)
- Lanice fauveli (Day, 1934)
- Lanice flabellum (Baird, 1865)
- Lanice haitiana (Augener, 1922)
- Lanice marionensis (Branch, 1998)
- Lanice seticornis (McIntosh, 1885)
- Lanice sinata (Hutchings & Glasby, 1990)
- Lanice socialis (Willey, 1905)
- Lanice wollebaeki (Caullery, 1944)